# Marché de Leadenhall

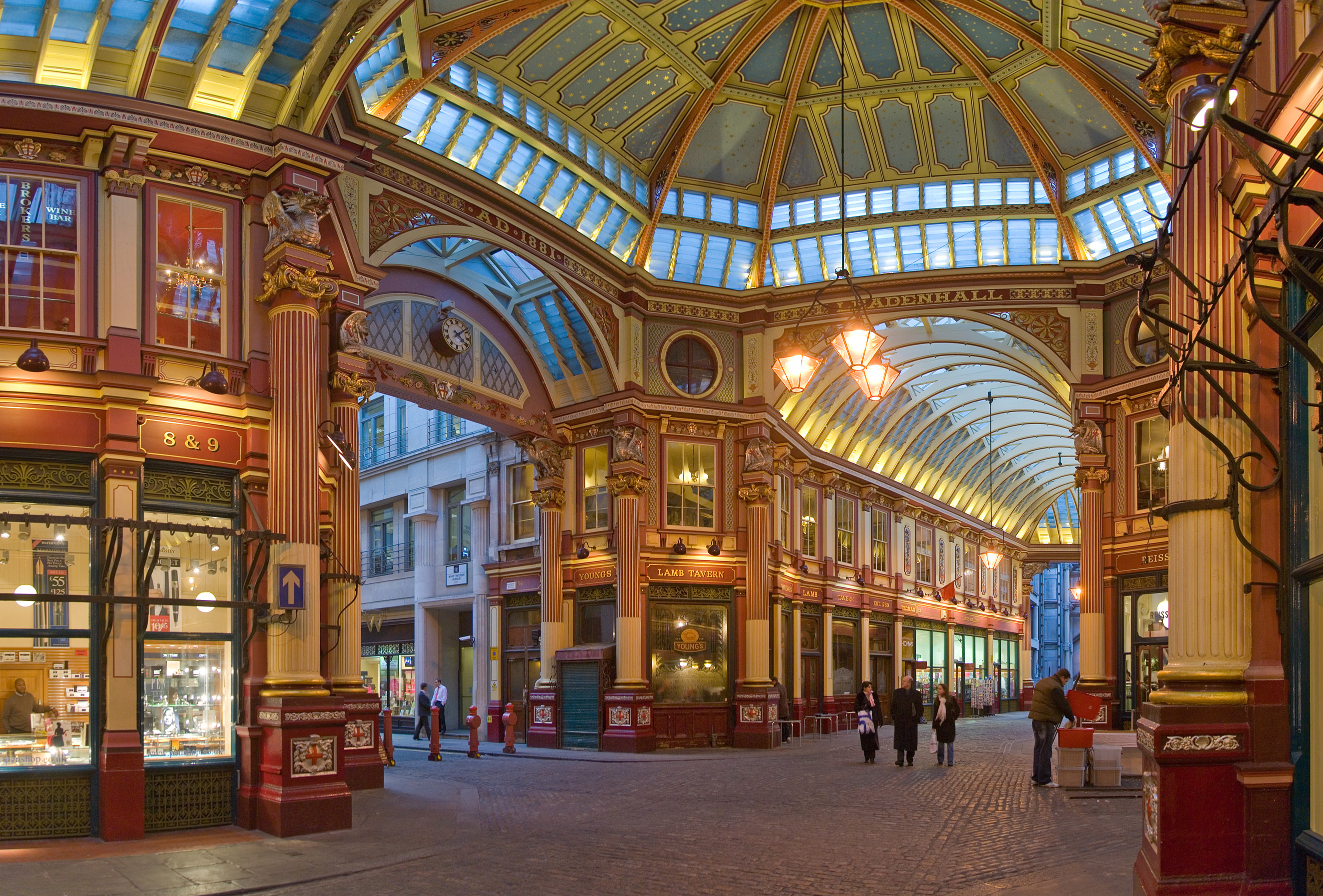
L'intérieur du Leadenhall Market.

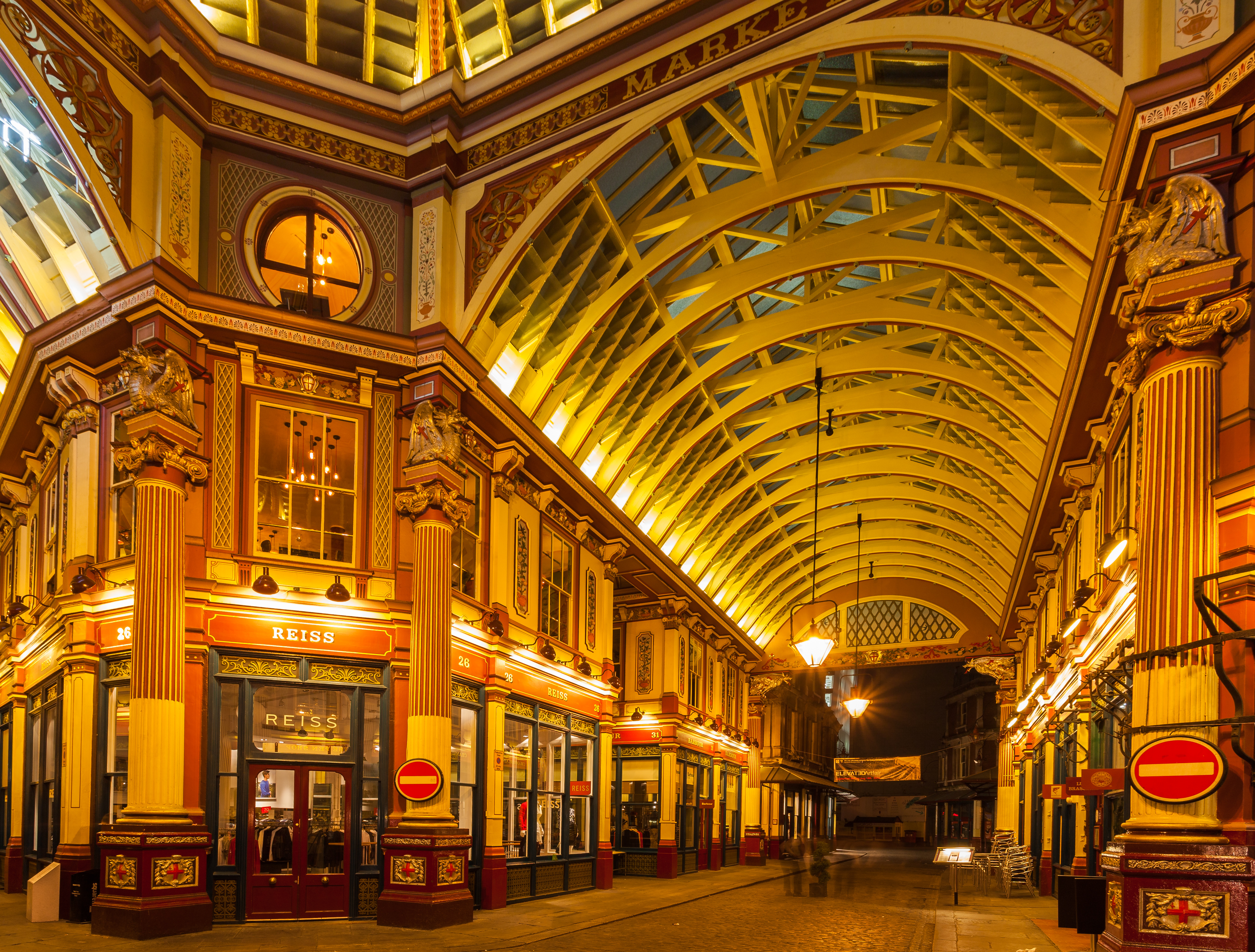
Allée à sens unique.

Le marché de Leadenhall (en anglais, Leadenhall Market) est un marché couvert situé sur Gracechurch Street dans la Cité de Londres, le centre historique de la ville. Datant du XIVe siècle, c'est l'un des plus vieux marchés de Londres.

## Localisation
Le marché est situé au sud de Leadenhall Street, entre Gracechurch Street et Lime Street (en). La station de métro la plus proche est Bank and Monument.

## Historique
Le marché de Leadenhall est d'abord un marché de volaille informel attesté dès 1321 situé près du manoir de Leadenhall, en plein centre de Londres. En 1397, les vendeurs de fromage et de beurre doivent s'y installer. En 1408, le bail du manoir est confié au marchant et ancien lord-maire de Londres Richard Whittington, ainsi qu'à d'autres citoyens, lesquels en transmettent la pleine propriété en 1411 à la Corporation de la Cité de Londres.
En 1445, le lord-maire Simon Eyre transforme définitivement le manoir en marché, lui adjoignant un grenier public, une école et une chapelle ; le marché est alors élargi et on y vend aussi bien de la volaille et des produits laitiers que du grain, des herbes et toutes sortes d'aliments. Progressivement, d'autres produits y sont vendus, comme la laine, le cuir et la coutellerie.
À l'époque de Charles II, Leadenhall Market est considéré comme une merveille. L'ambassadeur d'Espagne aurait dit au roi qu'on y vendait plus de viande que dans tout le Royaume d'Espagne. En 1666, le marche n'est endommagé que très partiellement par le grand incendie de Londres. On en profite cependant pour en faire un marché couvert, divisé en sections bien distinctes.
À ce marché est associé le personnage d'Old Tom, jars ayant échappé au boucher à la fin du XVIIIe siècle et qui fut ensuite choyé et nourri par les vendeurs du marché jusqu'à sa mort à 38 ans en 1835. Il y est enterré, et une plaque commémorative est installée.

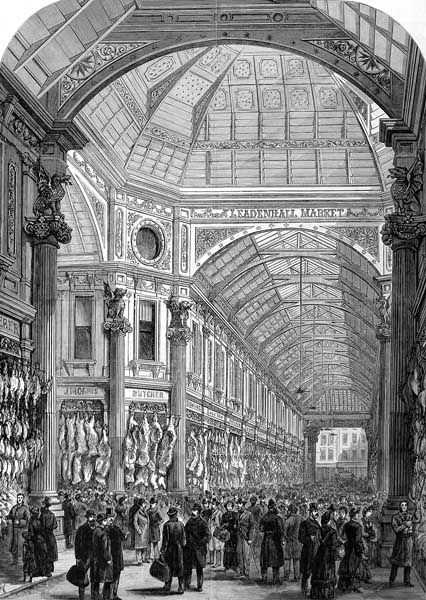
L'intérieur du marché représenté en 1881 dans un article du Illustrated London News.

Le portage de la viande sur ce marché de gros était effectué par des femmes, lesquelles étaient souvent vieilles. « Vous pourrez voir ces créatures misérables chanceler sous le poids d'une demi-carcasse de bœuf, ou avoir un mouton entier sur leur tête, transportant leurs fardeaux aux charrettes de bouchers, établis dans le voisinage du marché... » écrit John Murray en 1841. Cité par Daniel Defoe dans Robinson Crusoé, comme un modèle d’abondance, Leadenhall a longtemps été le principal marché de volaille et de gibier londonien.

« Leadenhall market, entre Gracechurch Street, et la East India House (en) Un grand marché pour la viande de boucherie, le poisson, la volaille, les légumes, le cuir, les peaux, le bacon et ainsi de suite, à l'origine établi à Eastcheap. [...] Le marché échappa au Grand Incendie, et la chapelle, un petit bâtiment perpendiculaire bien proportionné, ne fut pas abattue avant juin 1812. [...] Leadenhall n'est plus célèbre pour son bœuf, mais est estimé à juste titre comme le plus grand et le meilleur marché de volaille londonien.
—Peter Cunningham (en), Hand-Book of London, 1850. »

En 1881, l'architecte de la ville Horace Jones remplace le bâtiment en pierre par la structure actuelle associant fer forgé et verrières. Au XXe siècle, le marché se diversifie progressivement, et se consacre de plus en plus à la vente au détail. C'est aujourd'hui l'un des principaux sites commerciaux et touristiques de la métropole de Londres, surtout à Noël quand tous les stands se parent des décorations de fête. On y vend du poisson, de la viande, du fromage et d'autres aliments d'épicerie fine, et on y trouve des cavistes, fromagers, bouchers, fleuristes, coiffeurs, restaurants, et bars. Les magasins sont ouverts du lundi au vendredi de sept heures à la fin de journée. Les magasins sont fréquentés par la population de la ville, particulièrement les employés de la Cité de Londres, ainsi que par les touristes. Les parties publiques du bâtiment sont généralement ouverts vingt-quatre heures sur vingt-quatre.

## Architecture

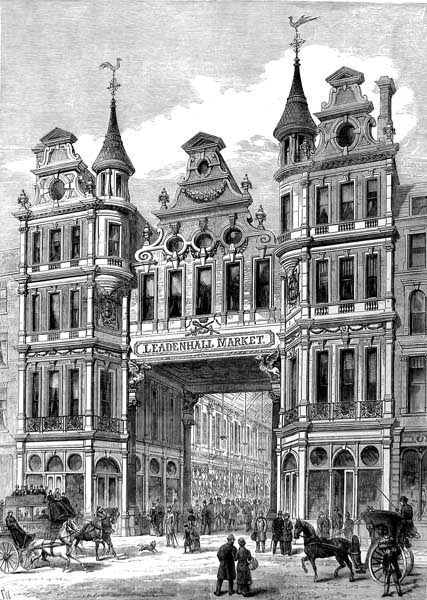
L'entrée du marché en 1881 représentée dans un article du Illustrated London News.

Les bâtiments actuels furent conçus en 1881 par Sir Horace Jones. Ce marché couvert suit deux autres marchés couverts créés par cet architecte : celui de Smithfield (1866) et Old Billingsgate Market (1875). L'architecte souhaitait faire de cette construction une attraction touristique.
L'entrée principale du marché, sur Gracechurch Street, très haute, associe briques rouges, pignons étroits et blocs de pierre de Portland dans un style néerlandais du XVIIe siècle. Les bâtiments adjacents au Sud ont une façade au détail continu qui est ponctué par des entrées étroites aux chemins piétons dans le marché[Quoi ?]. C'est un monument classé de Grade II* depuis 1972,.
C'est un magnifique ouvrage d'architecture : la structure apparaît à la vue comme spacieuse, lumineuse, et aérée. L'édifice est à arcades et sa façade est un ouvrage de ferronnerie. Elle est faite de fer forgé et d'une verrière. Ses allées sont pavées. Le toit est orné d'une structure peinte en vert et les pavés et étages du bâtiment actuel sont marron et crème.

## Filmographie
Leedenhall a été un lieu de tournage fréquent. John Wayne se bat dans le pub Le Lamb dans Brannigan (1975). Le marché apparaît la mini-série télévisée La Taupe (en) (Tinker, Tailor, Soldier, Spy) (1979), le clip vidéo Love To Hate You du groupe pop anglais Erasure y fut partiellement tourné en 1991, Russell Crowe y apprécie un repas chinois dans L'Échange (2000) et Angelina Jolie traverse l'arcade sur sa moto dans Lara Croft: Tomb Raider (2001).
Ce marché a été utilisé pour entrer le Chemin de Traverse, l'entrée du populaire pub des magiciens Chaudron Baveur et la rue commerçante Diagon Alley dans le film Harry Potter à l'école des sorciers, tourné en 2000-2001. Il est apparu ensuite dans Love Aaj Kal (2009), L'Imaginarium du docteur Parnassus (2009) ou encore Au-delà (2010), etc.